# Дюльбер
Дворец «Дюльбер» — дворцово-парковый ансамбль в Кореизе, построенный в конце XIX века для великого князя Петра Николаевича. Является одной из достопримечательностей Южного берега Крыма и Большой Ялты.

## История
До постройки дворца земля принадлежала крупному золотопромышленнику Константину Полежаеву. На самом побережье стоял дом, в котором никто не жил, так как в его стенах были трещины. Великий князь Пётр Николаевич Романов часто бывал в Крыму и очень любил его. В 1893 году он купил у Полежаева 13 десятин земли для устройства своего имения. Дворец строился с 1895 по 1897 год.
Он был спроектирован в мавританском стиле по эскизам, сделанным самим великим князем во время путешествий в страны Ближнего Востока и Магриба. Архитектором и руководителем строительства был ялтинский городской архитектор Николай Краснов, впоследствии также автор Ливадийского и Юсуповского дворцов. Сам великий князь Александр Михайлович сравнивал дворец Дюльбер с замком «Синей Бороды». Над входом во дворец располагалось изречение из Корана с пожеланием благополучия его владельцу. Постройка была украшена серебристыми куполами и зубчатыми стенами.

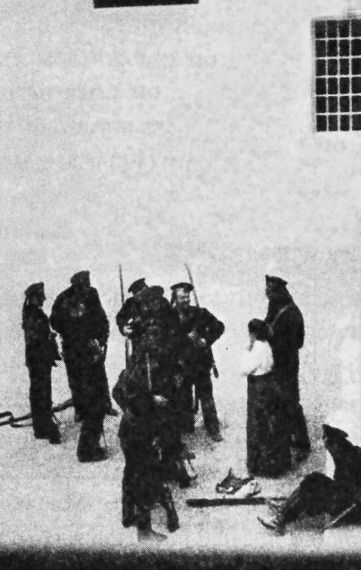
Матросы обыскивают дворец Дюльбер, 1918 год

После Февральской революции Временное правительство разрешило некоторым из династии Романовых уехать в Крым в свои имения. После установления в Крыму советской власти всем им начала угрожать непосредственная опасность физической расправы. За жизнь Романовых в Крыму отвечал комиссар Севастопольского совета, матрос Ф. Л. Задорожный, который должен был отчитываться и выполнять распоряжения только центральных советских властей. К концу зимы 1917—1918 годов в связи с началом немецкого наступления на Украину местный Ялтинский совет, в котором были сильны позиции анархистов, порывавшихся расправиться с Романовыми ещё с декабря 1917 года, принял решение уничтожить всех представителей императорской семьи.
Не получив никаких распоряжений из столицы Советской России, Ф. Л. Задорожный, не желая подчиниться воле Ялтинского совета, решил воспользоваться архитектурными особенностями дворца, превратив его в настоящую крепость — сюда, под защиту толстых стен и пулемётов, установленных на его стенах, под защиту отряда матросов Черноморского флота, подчиняющихся Ф. Л. Задорожному, были переведены из различных имений все находящиеся в Крыму члены семьи Романовых — великие князья Александр Михайлович, Николай Николаевич и Пётр Николаевич с семьями, а также вдовствующая императрица Мария Фёдоровна. Зубчатые стены дворца оказались очень удобными для устройства пулемётных гнёзд. Сам Великий князь Александр Михайлович стал правой рукой Ф. Л. Задорожного по разработке мероприятий по обороне дворца. Он, как профессиональный военный, помог оборудовать места для пулемётов и рассчитал секторы огня, помог охране наладить работу прожекторов. Многочисленные налёты вооружённых отрядов анархистски настроенных приверженцев Ялтинского совета так ни разу и не закончились штурмом.
Так они были спасены и дождались ликвидации советской власти в результате германского вступления в Крым. В апреле 1919 года они эмигрировали из России на борту британского крейсера «Мальборо».
В 1922 году в имении Дюльбер, переименованном в «Красное знамя», была открыта одна из первых советских здравниц, в которой было 35 мест. В 1938 году был построен второй корпус, имевший аналогичный мавританский внешний вид. Во время Великой Отечественной войны дворцовый комплекс сильно пострадал, а в послевоенные годы был восстановлен немецкими и румынскими военнопленными. Впоследствии, в нём отдыхали высокопоставленные функционеры КПСС и коммунистических партий других стран.
26 августа 2015 года в рамках официального визита в Республику Крым дворец посетил внук великого князя Петра Николаевича князь Димитрий Романович с супругой княгиней Феодорой Алексеевной.
В настоящее время является санаторием.

## Описание
Естественные границы дворцово-паркового комплекса образуют Чёрное море на юге, река Загмата на востоке, река Узень-Чешме на западе и Алупкинское шоссе на севере.
В переводе с крымскотатарского слово «дюльбер» (крымскотат. dülber) означает «красивый», «прелестный». Дворец, построенный в романтическом мавританском стиле, представляет собой белоснежное здание с серебристыми куполами, арочными окнами и зубчатыми стенами. Его украшают синий орнамент и цветная мозаика. Благодаря своей белизне дворец отчётливо выделяется на фоне Крымских гор. Над главным входом во дворец арабской вязью выведена надпись: «Этот дворец посвящается хазрату. Построен специально для великого князя Петра Николаевича и великой княгини Милицы Николаевны. Пусть они всегда будут счастливы».
Вокруг дворца на нескольких террасах разбит парк, который простирается от главных въездных ворот до самого моря. Его украшают скульптуры, беседки, фонтаны и бассейны с водяными лилиями. Гордостью парка является аллея веерных пальм вокруг круглого бассейна. В парке имеется миниатюрный ботанический сад площадью 6 га, в котором растут каменные дубы, платаны, мамонтово дерево, фисташки, кедры, кипарисы, секвойи, сосны, оливы, и розы.

## Фотогалерея

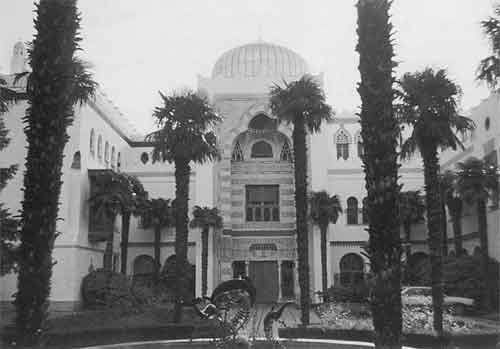
Фасад дворца, современный вид.
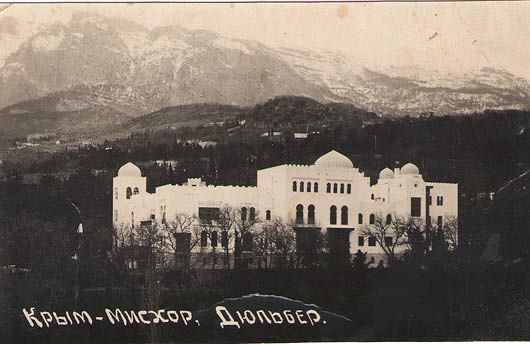
Вид на дворец издали. Начало 20 столетия.
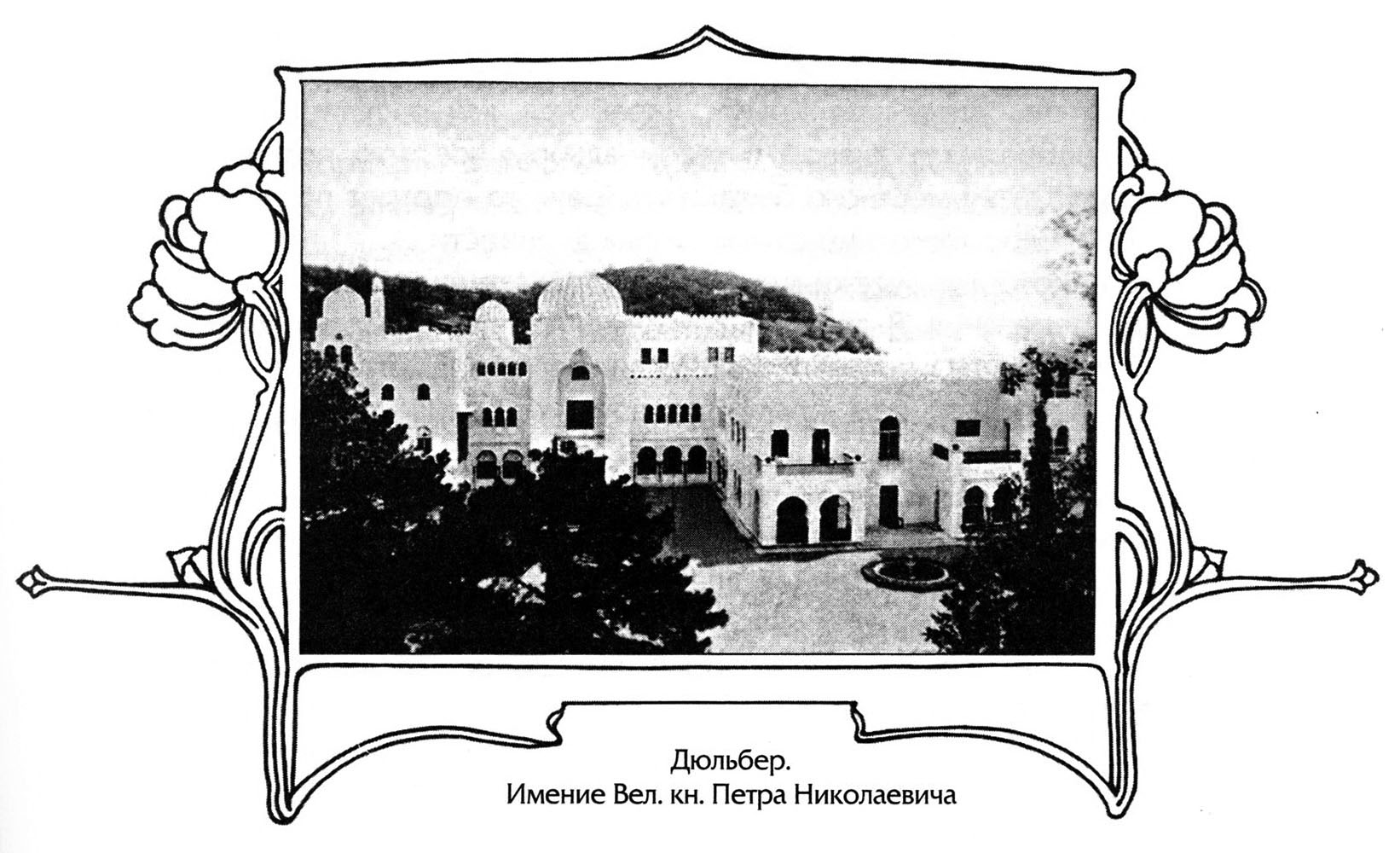
Общий вид дворца Дюльбер, 1902 год.

|                      |                                                                         |                     |                            |                                             |
| Информационная доска | Грот для отдыха, на стене — мраморная доска с именами первых владельцев | Главный вход дворца | Главный вход нового здания | Кириллическая надпись вязью на новом здании |